# Alexei Sawtschenko (Eishockeyspieler)
Alexei Jewgenjewitsch Sawtschenko (russisch Алексей Евгеньевич Савченко; * 7. Juni 1983 in Ust-Kamenogorsk, Kasachische SSR, Sowjetunion) ist ein ehemaliger kasachischer Eishockeyspieler, der den Großteil seiner Karriere bei Kaszink-Torpedo Ust-Kamenogorsk spielte.

## Karriere
Alexei Sawtschenko begann seine Karriere als Eishockeyspieler in der Nachwuchsabteilung von Torpedo Ust-Kamenogorsk in seiner Geburtsstadt. Im Alter von 15 Jahren wechselte zum HK Awangard Omsk und spielte mit der zweiten Mannschaft des Klubs aus Sibirien in der drittklassigen russischen Perwaja Liga. Nach einem Abstecher zu Motor Barnaul aus der zweitklassigen Wysschaja Liga kehrte er 2002 zu seinem Stammverein zurück. Mit Kaszink-Torpedo, wie sich der Klub zwischenzeitlich nannte, spielte er überwiegend ebenfalls in der Wysschaja Liga. Teilweise spielte er mit seinem Team auch parallel in der kasachischen Liga und wurde so 2005 und 2007 kasachischer Meister. 2010 wechselte er für zwei Jahre zum HK Ertis Pawlodar und spielte dort ebenso wie von 2012 bis 2014 beim HK Astana um die kasachische Meisterschaft, die er aber nicht erneut gewinnen konnte. 2014 beendete er seine Karriere.

### International
Im Nachwuchsbereich spielte Sawtschenko mit der kasachischen U18-Auswahl bei der Weltmeisterschaft 2001 und mit der U20-Auswahl bei der Weltmeisterschaft 2003 jeweils in der Division I.
Für die Herrenauswahl der Kasachen spielte der Verteidiger lediglich bei der Weltmeisterschaft der Division I 2008, wobei er beim 6:3-Auftaktsieg gegen die Niederlande den 1:0-Führungstreffer erzielte.

## Erfolge und Auszeichnungen
- 2005 Kasachischer Meister mit Kaszink-Torpedo Ust-Kamenogorsk
- 2007 Kasachischer Meister mit Kaszink-Torpedo Ust-Kamenogorsk

## Wysschaja-Liga-Statistik
(Stand: Ende der Saison 2009/10)